# 226e division d'infanterie
 (septembre 2012).
Si vous disposez d'ouvrages ou d'articles de référence ou si vous connaissez des sites web de qualité traitant du thème abordé ici, merci de compléter l'article en donnant les références utiles à sa vérifiabilité et en les liant à la section « Notes et références ».
Pour les articles homonymes, voir 226e division.
La  226e division d'infanterie (en allemand : 226. Infanterie-Division ou 226. ID) est une des divisions d'infanterie de l'armée allemande (Wehrmacht) durant la Seconde Guerre mondiale.

## Historique
La 226. Infanterie-Division est formée le 26 juin 1944 sur le Truppenübungsplatz (terrain de manœuvre) de Neuhammer dans le Wehrkreis VIII en tant qu'élément de la 27. Welle (27e vague de mobilisation).
Son état-major est formé à partir de celui de la 111. Infanterie-Division dissoute.
Transférée en France le 15 août 1944, elle perd une grande partie de ses troupes à Calais et les survivants se retrouvent autour de Dunkerque jusqu'à la fin de la guerre.

## Organisation

### Commandants
| Date                               | Grade           | Commandant         |
| ---------------------------------- | --------------- | ------------------ |
| 6 juillet 1944 - 19 septembre 1944 | Generalleutnant | Wolfgang von Kluge |
| 19 septembre 1944 - 8 mai 1945     | Vizeadmiral     | Friedrich Frisius  |

### Officiers d'opérations (Generalstabsoffiziere (Ia))
| Date                          | Grade               | Commandant                |
| ----------------------------- | ------------------- | ------------------------- |
| 1er juillet 1944 - 9 mai 1945 | Oberstleutnant i.G. | Wolf-Christian von Loeben |

## Théâtres d'opérations
- Allemagne : juillet 1944 - août 1944
- France : août 1944 - mai 1945

Siège de Dunkerque

## Ordres de bataille
- Grenadier-Regiment 1040
- Grenadier-Regiment 1041
- Grenadier-Regiment 1042
- Artillerie-Regiment 226
  - I. Abteilung
  - II. Abteilung
  - III. Abteilung
  - IV. Abteilung
- Feldersatz-Bataillon 226
- Panzerjäger-Kompanie 226
- Pionier-Bataillon 226
- Füsilier-Bataillon 226
- Nachrichten-Abteilung 226
- Divisions-Nachschubführer 226